# Rompepiernas
En terminología ciclista se dice que un terreno, un trazado o una carrera es rompepiernas cuando esta alterna constantes subidas y bajadas y por tanto impide mantener un ritmo constante.
Un terreno de este tipo obliga a un ciclista a cambiar de ritmos y de posición en la bicicleta constantemente lo que produce un desgaste en los ciclistas muy grande. Un ejemplo típico de este tipo de carreras, son las etapas del Macizo Central que casi siempre incluye el Tour de Francia en todas sus ediciones. Dada la popularidad en el ciclismo del concepto "Rompepiernas" algunas pruebas cicloturistas han adoptado su nombre, como es el caso de la popular ciclodeportiva Clásica Rompepiernas que se desarrolla en Sos del Rey Católico, provincia de Zaragoza. 
A los trazados de este tipo también se les denomina pestosos.
- Datos: Q6111553